# Régime Dukan
 (août 2011).
 (décembre 2010).
Si vous disposez d'ouvrages ou d'articles de référence ou si vous connaissez des sites web de qualité traitant du thème abordé ici, merci de compléter l'article en donnant les références utiles à sa vérifiabilité et en les liant à la section « Notes et références ».

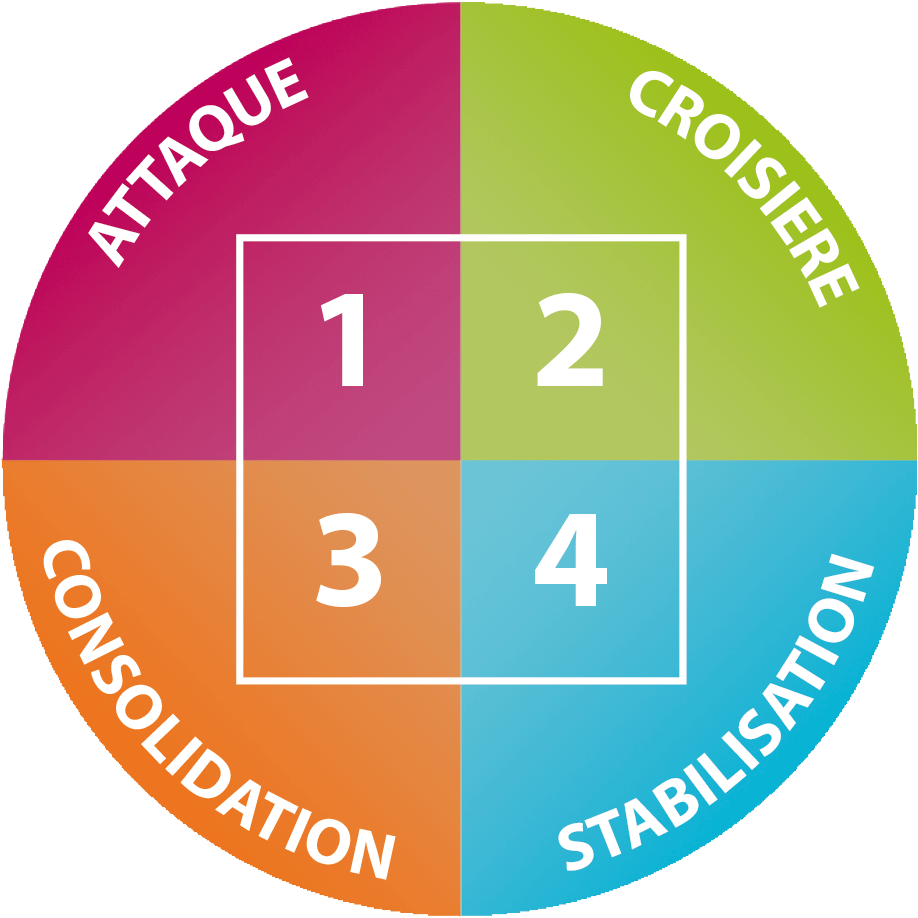
Les 4 phases du régime Dukan.

Le régime Dukan (aussi appelé régime Protal pour protéine et alternance) est un régime amaigrissant hyperprotéiné mis au point par Pierre Dukan. Il est considéré comme un régime à la mode ou « régime miracle ». Son efficacité réelle à long terme est aujourd'hui disputée.

## Principe
Le principe du régime Dukan est de privilégier les protéines au détriment des glucides et des lipides. C'est donc un régime hyperprotéiné élargi et hypocalorique par la réduction des lipides.
La forte réduction de l'absorption de glucides et de lipides oblige le corps à puiser dans ses réserves de graisse (les adipocytes) pour faire fonctionner les muscles. Le corps va fabriquer des corps énergétiques (acides cétoniques) qui devront être filtrés par les reins. Les réserves de graisse vont fondre et libérer des acides gras dans le sang, ce qui fera davantage travailler le foie et les reins. Ce régime nécessite donc de boire plus que d'habitude. L'état de cétose s'installe rapidement, un suivi de ce régime est de nature à porter atteinte rapidement aux organes émonctoires que sont les reins et le foie.
Par ailleurs, les protéines sont moins caloriques que les lipides (4 kilocalories par gramme pour les glucides et les protéines, contre 9 kcal pour les lipides). Ce régime ne prévoit pas de restrictions quantitatives, mais uniquement des restrictions qualitatives : il n'y a pas donc pas de sensation de faim. Par exemple, la consommation d'œuf bouilli en début de journée réduit la sensation de faim durant une bonne partie de la journée et aide à perdre du poids efficacement. Cette perte de poids peut être souvent très rapide sur la première phase (environ 5 kg).
Ce genre de régime hyperprotéiné peut provoquer dans certains cas une hyperuricémie (trop grande concentration d'acide urique dans le sang) et déclencher de graves effets secondaires (par formation de cristaux d'urate, notamment dans les pieds et les mains, zones plus froides), en raison d'un apport en excès d'oligopeptides, de peptides et de polypeptides. Ces effets indésirables allant de la « simple » douleur articulaire à la crise d'arthrite aiguë (appelée la goutte).
Il est conseillé de consulter son médecin traitant avant de suivre ce régime, au vu de la gravité des effets secondaires indesirables évoqués ci-dessus.

## Efficacité vs Effet yo-yo
Un médecin espagnol, le Dr Álvaro Campillo Soto, expert sur le thème de l'obésité auprès de la Communauté européenne écrit un livre Toute la vérité sur le Régime Dukan publié en Espagne (RBA), en Italie (Sperling & Kupfer), en France (J'ai Lu) et en Angleterre (Hodder & Stoughton). Dans son livre, il soutient, avec des études scientifiques à l'appui, le régime Dukan et les régimes cétogènes.
L'efficacité du régime est très discutée :
En 2010, un article de Rue89 cite un nutritionniste de l'hôpital Armand-Trousseau, à Paris : « Le régime du docteur Dukan n'a absolument rien de révolutionnaire : il se rapproche du régime Montignac, pour le côté dissocié, auquel il a ajouté le côté hyperprotéiné. Comme beaucoup d'autres régimes, il marche, à condition de le maintenir à vie… »
En 2011, Libération publie « une enquête conduite auprès de quelque 5 000 personnes ayant suivi un régime Dukan fait apparaître qu’environ 80 % ont repris leur poids initial quatre ans après le régime et que la plupart n’ont pas réussi à le mener jusqu’au bout. »
En 2020, US News classe 35 régimes à l'aide d'un panel d'experts. Pour être bien classé, un régime doit être facile à suivre, nutritif, sûr, efficace pour la perte de poids, et protecteur contre le diabète et les maladies cardio-vasculaires. Le régime Dukan est dernier. L'un des panélistes le décrit comme idiot.

## Inconvénients
Une enquête menée sur 5 000 personnes ayant utilisé le régime Dukan montre que quatre ans après, 80 % des personnes ont repris leur poids. Une étude menée sur une cohorte de 165 volontaires comparant 4 types de régimes hypocaloriques dont un régime hyper-protéiné apparenté au régime Dukan, a trouvé une réduction significative du poids et de la masse grasse, mais aussi une réduction moindre mais existante de la masse maigre, dans des proportions comparables pour ces quatre régimes.
Ce régime ne devrait être suivi qu'avec un conseil médical personnalisé.
D'après une étude de l'ANSES (Risques liés aux pratiques d'amaigrissement, 2010) ce régime présenterait des apports en vitamines, en minéraux et en fibres inférieurs aux besoins nutritionnels moyens (BNM). D'ailleurs, le Dr Dukan recommande de se supplémenter en vitamines et minéraux et de consommer des fibres sous forme de son d'avoine.
Les risques liés au régime Dukan sont sujets à discussion, mais une vaste étude suédoise a apporté une preuve supplémentaire du risque cardiovasculaire associé aux régimes pauvres en sucres et riches en protéines, tel qu'Atkins ou que Dukan.
Plusieurs effets secondaires plus ou moins préoccupants peuvent en effet apparaître dans certains cas :
Durant la phase de cétose, le corps manque de glucides et les muscles se vident de glycogène (fatigue). Le corps fabrique des corps cétoniques, énergétiques et acides.
Les reins travaillent plus, les muscles se fatiguent vite. La bouche est parfois sèche et pâteuse. Le sujet peut avoir mauvaise haleine (présence d'acétone). Il peut avoir facilement des crampes, surtout s'il boit peu habituellement. Comme les muscles se fatiguent plus vite, le sujet peut être irritable (fatigue). Les glucides aidant à trouver le sommeil, leur absence peut induire de légères crises d'insomnie.
Ce régime est donc contre-indiqué aux insuffisants rénaux, aux adolescents en croissance, aux femmes enceintes, aux personnes déjà sujettes à la constipation ou aux troubles digestifs, ainsi qu'aux diabétiques (à cause des risques d'hypoglycémie). Il a, au même titre que d'autres régimes induisant des apports déséquilibrés, été plus largement déconseillé par l'Agence nationale de sécurité sanitaire de l'alimentation, de l'environnement et du travail, bien que Pierre Dukan conteste le risque de carences.

### Effet «yo-yo» provoqué par ce type de régime
Ce régime est l'équivalent d'une période de jeûne pour l'organisme. En effet, lors d'un régime hyperprotéiné et pauvre en graisse, la cétogénèse (dégradation de la graisse en corps cétoniques) qui permet aux organes d'utiliser directement les graisses comme source d'énergie, met en circulation des métabolites « coupe-faim » et la sensation de satiété arrive plus vite. Le nombre de calories globales absorbées diminue. Le cerveau est toutefois incapable d'utiliser les corps cétoniques. Il a impérativement besoin de glucose (sucre) pour fonctionner. Sans glucose, la mort survient aussi sûrement que sans oxygène. L'organisme dégrade alors des protéines pour assurer le fonctionnement adéquat de la néoglucogénèse qui permet de produire le glucose nécessaire. Si les apports de protéines sont insuffisants dans l'alimentation, la néoglucogénèse consommera les protéines structurelles (perte de masse maigre, de muscle). Pour lutter contre le catabolisme protéique (qui a normalement lieu lors d'un jeûne prolongé, par exemple lors d'une famine), l'organisme s'adapte et diminue son métabolisme de base : cela est appelé la thermogénèse adaptative. Les dépenses énergétiques de repos de l'individu diminuent en conséquence.
Lorsque l'on arrête le régime, l'organisme ayant besoin de moins d'énergie pour fonctionner, une reprise de l'alimentation équivalente à l'état antérieur (en termes de Kcal) entraîne automatiquement une prise de poids rapide. C'est ce qui est communément appelé « l'effet yo-yo ». À cela s'ajoute une faim de sucre provoquée par la nature même de la répartition Lipides-Glucides-Protides très déséquilibrée sur de trop nombreux jours consécutifs.

## Polémiques
En date du mardi 26 juillet 2011, le docteur Pierre Dukan, inventeur du régime du même nom, a été assigné devant le tribunal de Toulon dans le cadre de l'affaire dite « du Mediator ». Le nutritionniste, qui n'était pas présent à l'audience, aurait refusé de communiquer son dossier médical à une de ses patientes à laquelle il prescrivait le traitement comme coupe-faim et qui a développé une valvulopathie sévère, selon l'avocate de cette dernière. Affaire mise en délibéré jusqu'en septembre 2012.
Le 2 janvier 2012, Pierre Dukan interpelle les candidats à l'élection présidentielle dans un livre intitulé Lettre ouverte au futur président de la République où il introduit sa proposition d'option au baccalauréat.
En date du 25 mars 2012, l'Ordre des médecins a déposé deux plaintes contre Pierre Dukan. Plusieurs rappels à l'ordre avaient déjà été signifiés au médecin, et notamment un courrier du début de l'année 2011 selon lequel l'Ordre des médecins rappelait qu'« un médecin doit faire attention aux répercussions de ses propos auprès du public » et ajoutait qu'il était nécessaire de « se garder à cette occasion de toute attitude publicitaire soit personnelle, soit en faveur des organismes où il exerce ou auxquels il prête son concours. »
Le médecin est depuis 2012 pris dans une tourmente, à la suite de sa récente proposition d'instaurer une option « anti-obésité » au baccalauréat, où les étudiants gagneraient des points en restant dans une fourchette de poids normal entre la première et la terminale. Pierre Dukan n'aurait ainsi pas tenu compte des répercussions sur les jeunes filles déjà en surpoids ou à tendance anorexique. Le Conseil national de l'Ordre des médecins avait alors tenu à l'encontre du médecin un discours de mise en garde, appuyé par la communauté médicale dans sa grande majorité. En janvier 2014, alors qu'il est sous le coup d'une procédure disciplinaire de radiation, il est radié de l'Ordre des médecins à sa demande.

## Aspects économiques
La vente du livre servant de support au   régime, Je ne sais pas maigrir, aurait rapporté plus de dix millions d'euros, à la date de 2015. D'autre part, la promotion de ce régime s'accompagne de la vente de produits minceurs sur Internet, et de conseils (" coaching ") personnalisés via un site qui pour la France a rapporté jusqu'à 38 millions d'euros de chiffre d'affaires annuel, avant de faire faillite en 2015.

## Publications
- Maigrir, l'arme absolue (1978) - Editions Belfond - Dr Pierre Dukan  (ISBN 2-7144-1172-X)
- L'après-maigrir (1985)- Editions Belfond - Dr Pierre Dukan  (ISBN 2-7144-1769-8)
- Maigrir et rester mince (1985) - Editions Belfond - Dr Pierre Dukan
- Je ne sais pas maigrir (2003) - Éditions J'ai lu - Dr Pierre Dukan  (ISBN 978-2-2903-3295-5)
- Les recettes Dukan : Mon régime en 350 recettes (2008) - Éditions J'ai lu - Dr Pierre Dukan  (ISBN 978-2-2900-0857-7)
- La méthode Dukan illustrée (2009) - Éditions Flammarion - Dr Pierre Dukan  (ISBN 978-2-0812-2373-8)
- Le guide nutritionnel Dukan (2010) - Éditions du Cherche Midi  (ISBN 978-2-7491-1677-8)
- Les 100 aliments Dukan à volonté (2010) - Éditions J'ai lu - Dr Pierre Dukan  (ISBN 978-2-2900-2298-6)
- La Pâtisserie Dukan (2011) - Éditions J'ai Lu - Dr Pierre Dukan avec la précieuse collaboration de Rachel Levy.
- L'Intégrale des recettes illustrées Dukan pour réussir la méthode, Flammarion, mai 2011
- Lettre ouverte au futur président de la République, Le Cherche midi, janvier 2012
- La nouvelle méthode Dukan Illustrée (2012) - Éditions Flammarion
- Le Carnet de Bord de la Méthode Dukan (2013) - Éditions J'ai Lu - Dr Pierre Dukan, avec la précieuse collaboration de Rachel Levy.